# Henry Cranke Andrews
Pour les articles homonymes, voir Henry Andrews et Andrews.
Henry Cranke Andrews est un botaniste et illustrateur britannique, floruit en 1794 et mort vers 1830. Étant donné qu’il a toujours publié sous le nom de « Henry C. Andrews », et en raison de la difficulté à trouver des documents, le C. a souvent été interprété comme Charles, jusqu'à la découverte du registre de son mariage en 2017,.

## Biographie
On ne sait que peu de choses de la vie d’Andrews. Il est d’origine modeste et ses connaissances en botanique sont assez réduites. Il vit longtemps à Knightsbridge et est marié à la fille de John Kennedy de Hammersmith, un pépiniériste qui l’aide dans les descriptions publiées dans The Botanist’s Repository. La date de sa mort n’est pas connue avec précision. Il serait mort en 1835 à 76 ans et donc serait né vers 1759.
Il commence à faire paraître The Botanist’s Repository en 1797, publication rivale du Botanical Magazine. Il commence à travailler en 1794 sur une vaste monographie sur les bruyères. Ses Heathery paraissent en six volumes de 1804 à 1812. Ses Roses, travail d’une importance équivalente, paraissent de 1805 à 1828. Toutes les planches, au total près de 300, sont dessinées, gravées et peintes à la main par Andrews lui-même. Il se charge également de la plupart des légendes.

## Hommage
Gentiana andrewsii a été nommée en son honneur par August Heinrich Rudolf Grisebach en 1839.

## Liste partielle des publications

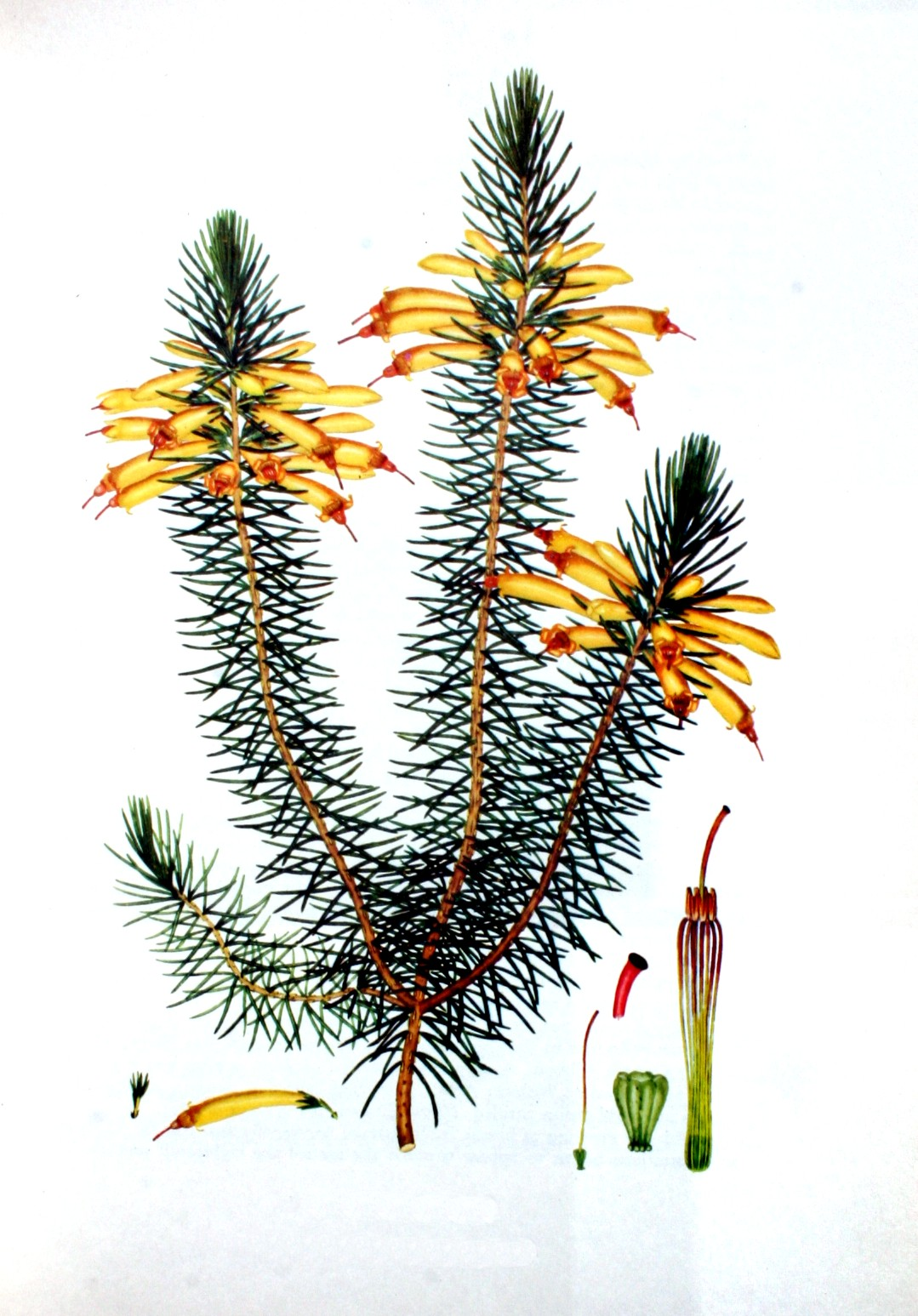
Gravure d'une Erica grandiflora L.f. dans Coloured Engravings of Heaths en 1802.

- The Botanist’s Repository for new, and rare plants. Containing coloured figures of such plants ... botanically arranged after the sexual system of ... Linnæus, in English and Latin. To each description is added, a short history of the plant, etc. (publié par l’auteur, Londres, dix volumes, 1797-1814 ?).
- Coloured Engravings of Heaths. The drawings taken from living plants only. With the appropriate specific character, full description, native place of growth, and time of flowering of each; in Latin and English. Each figure accompanied by accurate dissections of the several parts ... upon which the specific distinction has been founded, according to the Linnæan system (publié par l’auteur, Londres, quatre volumes, 1802-1830 ?).
- Geraniums: or, a Monograph of the Genus Geranium, containing coloured figures of all the known species, etc. (publié par l’auteur, Londres, deux volumes, 1805).

## Sources
- Wilfrid Blunt & William Thomas Stearn (1994). The Art of Botanical Illustration [édition de 1950]. Dover (New York) : 368 p.
- Brent Elliott (2001). Flora. Une histoire illustrée des fleurs de jardin. Delachaux et Niestlé (Lausanne) : 335 p.
- Les références bibliographiques sont tirées du site du catalogue de la British Library.